# Гімназія № 257 «Синьоозерна» (Київ)
Гімназія № 257 «Синьоозерна» — навчальний заклад II-ІІІ ступенів акредитації Подільського району міста Києва.
За рейтингом Українського центру оцінювання якості освіти та опитуванням газети «Сегодня», в 2015 гімназія посіла 49 місце серед найкращих середніх навчальних закладів Києва, у 2014 — 47 місце по Києву. У рейтингу шкіл Києва за результатами ЗНО 2021 року гімназія посіла 70 місце.
Перемогла у конкурсі Енергоефективності ДТЕК.

## Історія
- 1986 — рік заснування.
- Під час свого візиту до Києва в 2009 гімназію відвідав американський кінорежисер Девід Лінч[2].
- 2006 — отримала статус гімназії.
- 5 вересня 2014 року гімназію відвідав український військовий журналіст Андрій Лисенко.

## Відомі учні
- Ігор Вовковинський — американський актор, закінчив перший клас у школі 257, відомий своїм великим зростом — 2 метри і 30 сантиметрів. Занесений до Книги рекордів Гіннеса.[3]